# Rezolucija Vijeća sigurnosti UN-a 807
Rezolucijom Vijeća sigurnosti UN-a 807, jednoglasno usvojenom 19. veljače 1993., nakon ponovne potvrđivanja Rezolucije 743 (1992.) i svih kasnijih relevantnih rezolucija koje se tiču Zaštitnih snaga Ujedinjenih naroda (UNPROFOR), Vijeće je utvrdilo da je situacija u Bosni i Hercegovini i Hrvatskoj i dalje predstavljaju prijetnju međunarodnom miru i sigurnosti te je stoga produžio mandat UNPROFOR-a za privremeno razdoblje koje završava 31. ožujka 1993. godine.
Trenutna rezolucija zahtijeva da sve strane i ostali zainteresirani surađuju s UNPROFOR-om i da se pridržavaju obveza o prekidu vatre, kao i da se od strana traži da ne postavljaju svoje snage blizu jedinica UNPROFOR-a ili u zaštićenim područjima Ujedinjenih naroda (UNPA) i ružičastim zonama. Također je zahtijevao da sve strane poštuju slobodu kretanja mirovnih snaga Ujedinjenih naroda kako bi mogli provoditi potrebne operacije.
Vijeće je zaključilo pozivajući strane na suradnju sa supredsjedateljima Upravnog odbora Međunarodne konferencije o bivšoj Jugoslaviji; pozvao je glavnog tajnika Butrosa Butros-Galija da osigura brzu provedbu Rezolucije 802 (1993.), uključujući prijedloge za povećanje snage i daljnje proširenje mandata UNPROFOR-a.

## Vanjske poveznice
| Wikizvor | Engleski Wikizvor ima izvorni tekst na temu: United Nations Security Council Resolution 807 |

- Text of the Resolution at undocs.org